# Leukotrien
Leukotrieni su masni molekuli imunskog sistema koji doprinose inflamaciji kod astme i alergijskog rinitisa. Leukotrienski antagonist se koriste za lečenje tih bolesti.
Leukotrieni su prirodni eikosanoidni lipidni posrednici. Leukotrieni koriste autokrinu i parakrinu signalizaciju za regulaciju telesnog responsa. Leukotrieni se proizvode u telu iz arahidonske kiseline enzimom 5-lipoksigenaza. Njihovo formiranje je obično praćeno nastankom histamina.

## Tipovi
Primeri leukotriena su LTA4, LTB4, LTC4, LTD4, LTE4, i LTF4.
LTC4, LTD4 i LTE4 se često nazivaju cisteinilnim leukotrienima usled prisustva aminokiseline cisteina u njihovoj strukturi. Cisteinilni leukotrieni su sporo-reagujuće supstance anafilakse (SRS-A).

## Istorija i ime
Ime leukotrien, koje je uveo švedski biohemičar Bengt Samuelson 1979, potiče od reči leukocit i trien (što ukazuje na činjenicu da ova jedinjenja imaju tri konjugovane dvostruke veze). Molekul koji je kasnije nazvan leukotrien C, "sporo reagujuća supstanca koja stimuliše glatke mišiće" (SRS) je originalno otkrivena između 1938 i 1940 od strane Feldberga i Kelaveja. Istraživači su izolovali SRS iz tkiva pluća posle dužeg period nakon izlaganja otrovu zmije i histaminu.

## Biohemija

### Sinteza
Leukotrieni su sintetisani u ćeliji iz arahidonske kiseline 5-lipoksigenazom. Katalitički mehanizam obuhvata umetanje kiseonika na specifičnoj poziciji arahidonske kiseline.
Put lipoksigenaze je aktivan u leukocitima, (mast ćelijama, eozinofilima, neutrofilima, monocitima, i bazofilima. Kad su te ćelije aktivirane, arahidonska kiselina se otpušta iz fosfolipidne ćelijske membrane fosfolipazom A2.

## Dodatna literatura
- Lipkowitz, Myron A.; Navarra, Tova (2001). The Encyclopedia of Allergies (2nd изд.). New York: Facts On File. стр. 167. ISBN 0-8160-4404-X.. Facts on File, New York,
- Samuelsson, Bengt (ed.) (2001) Advances in prostaglandin and leukotriene research: basic science and new clinical applications: 11th International Conference on Advances in Prostaglandin and Leukotriene Research: Basic Science and New Clinical Applications, Florence, Italy, June 4–8, 2000. Kluwer Academic Publishers. ISBN 978-1-4020-0146-8., Dordrecht,
- Bailey, J. Martyn. (1985). Prostaglandins, leukotrienes, and lipoxins: biochemistry, mechanism of action, and clinical applications. New York: Plenum Press. ISBN 978-0-306-41980-5.

## Spoljašnje veze
- Leukotrienes на 